# Kanton Airport
Kanton Airport är en flygplats i Kiribati.   Den ligger i Kantonatollen i ögruppen Phoenixöarna, i den västra delen av landet, 1 800 km öster om huvudstaden Tarawa. Kanton Airport ligger 1 meter över havet.
Terrängen runt Kanton Airport är mycket platt.